# Moschee der zwei Gebetsrichtungen

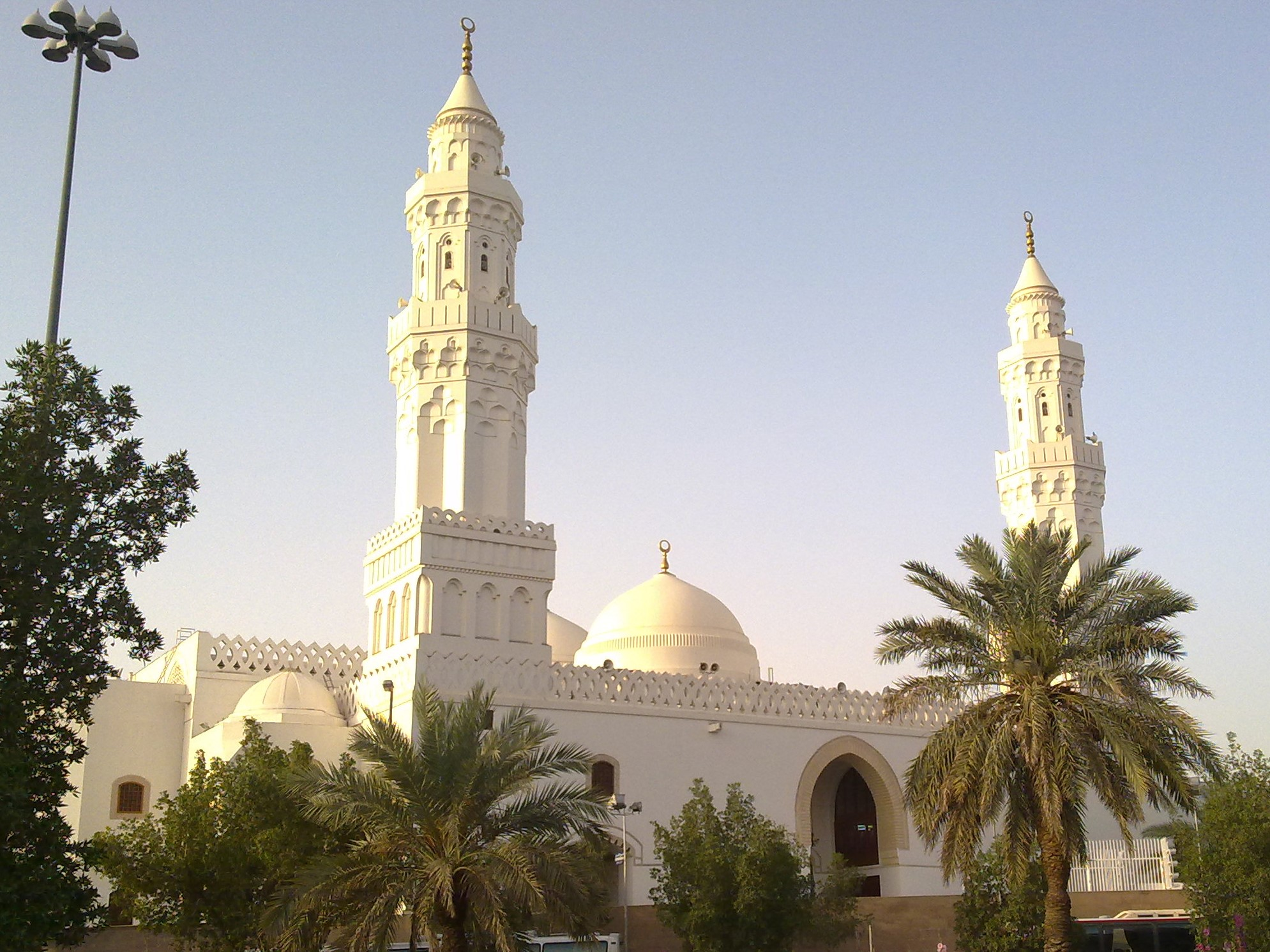
Moschee der beiden Qiblas in Medina

Die Moschee der zwei Gebetsrichtungen (arabisch مسجد القبلتين masdschid al-qiblatain ‚Moschee der zwei Qiblas‘) ist eine Moschee in Medina. Die Moschee liegt im Nordosten Medinas im Vulkanfeld Harrat al-Wabara (حرة الوبرة) in ungefähr 5 km Entfernung von der Prophetenmoschee. Der ursprüngliche Name soll aufgrund des dort lebenden Stammes Bani-Salima-Moschee (مسجد بني سلمة) gelautet haben. Nach islamischer Überlieferung soll Mohammed hier die Offenbarung erhalten haben, die Gebetsrichtung zu ändern. Zur Zeit des Propheten Mohammed war das Gebet der Muslime zunächst nach der Stadt Jerusalem ausgerichtet. Später änderte er diese Gebetsrichtung (qibla) und man wendet sich seitdem beim Gebet in Richtung der Kaaba in Mekka, des höchsten Heiligtums des Islam. Jerusalem ist noch heute als die erste der beiden Gebetsrichtungen (ūlā l-qiblatain) bekannt.
Eine der beiden Gebetsnischen (mihrab) wurde von den Wahhabiten entfernt. 
Die heutige Moschee hat eine Kuppel und zwei Minarette.